# 騎士
騎士（きし）は、騎乗して戦う者を指す。

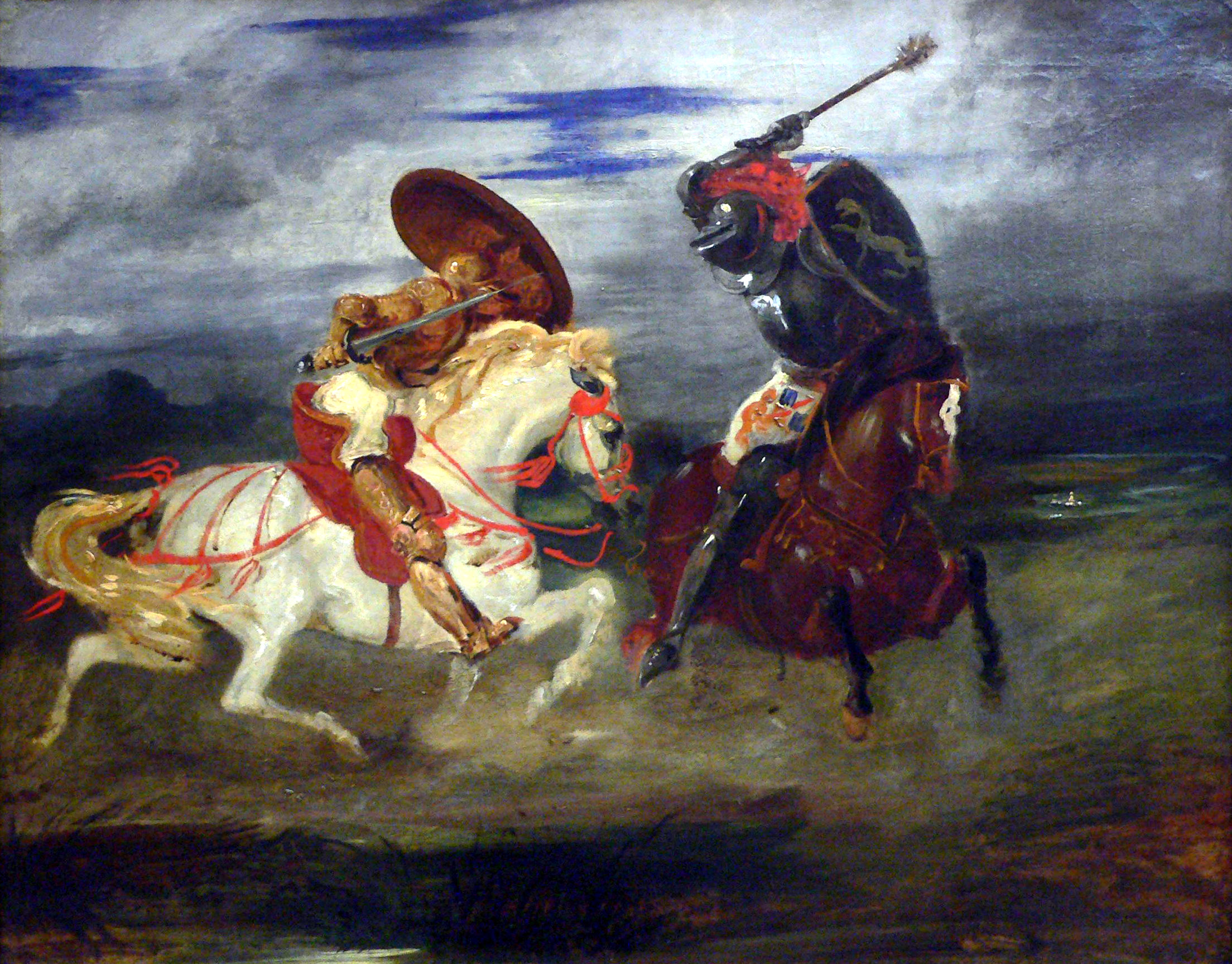
騎士の決闘

1. ヨーロッパにおける騎士とは、主に中世において騎馬で戦う者に与えられた名誉的称号、およびそれから派生した（必ずしも騎兵、騎乗戦士ではない）階級を指す。称号としての騎士を騎士号という。
2. 日本においては江戸時代、馬に乗り「御目見」の資格を持つ武士の称として用いられ、主に徒士（歩兵）との比較語として用いられた。

以下、主として前者のヨーロッパの騎士について叙述する。近代以降の栄典（勲章）としての騎士については、ナイトを参照のこと。

## 各言語における名称
フランス語では chevalier（）、イタリア語では cavaliere（）、スペイン語では caballero（）、ドイツ語では Ritter（）、オランダ語では ridder（）であり、いずれも「騎乗」を語源としている。英語では knight（）といい、これは「従僕」「侍者」を意味する古英語: cniht に由来する。なお、現代英語では騎兵を cavalier（） と呼称し、knight と区別する。

## 西洋

### ローマ時代

エクィテス、ローマ騎士

西欧における騎士階級の起源は、先史時代のガリア人・ゲルマン人部族まで遡ることができ、それがその後西欧世界に広まったと考えられている。ガリア人社会においては自由民の両親の元に生まれた全ての若者が、成人し自らの健康さを証明すると、槍と盾、ベルト、そして剣を授与される儀式を受け、部族ごとの戦闘団に入団した。この儀式こそが騎士叙任式の起源と考えられている。こうした原始的な社会においては、裕福な者が騎兵部隊を成した。したがって最初期の騎兵とは、馬を養えている自由民のことだった。
土地の集約化が進み、騎兵となれる経済力のある自由民の数も減っていくと、騎兵であることが社会階層としての色彩を帯びていった。一例として古代ローマの兵役制度（ケントゥリア）では、騎兵として軍に加わる人間を指す「エクィテス」という社会階級があった。当時、武器などの装備は自弁であり、イタリア半島が馬の飼育に不向きということもあって騎馬民族ではないラテン人（ローマ人）にとって、個人で馬を所有して馬術を習得できる者はごく限られた富裕階級のみであった。しかし、ローマが版図を拡大すると、遠方の戦場まで馬を所有する貴族が出征することもなくなり、さらには騎馬民族の同盟国を傘下に収めるようになると、ローマは実戦力としての騎兵を同盟国からの補助軍（アウクシリア）や、傭兵に依存する傾向を強めていった。また、ローマの貴族と市民は身分としてはっきり分かれており、騎士階級はあくまで裕福な市民として分けられていた。そのため、エクィテスという言葉は「貴族」ではなく、また「騎兵」でもない、単に経済人や資産家を指すものとなっていった。
その後、元老院で議員資格に財産保持の制限を加えるクラウディウス法が可決されると、財力を背景とする富豪たちは、それまで貴族や資産家など上流層全体を含んでいた元老院から離れ、「騎士」という称号だけを佩びるようになった。彼らは元老用の純白に赤十字のトーガではなく、緋色のトーガを身に纏うことが習慣づけられた。帝政期に元老院を牽制したいと考えた歴代皇帝が重用したことで、権威はさらに高まり、帝国の体制を支える職務となった。
戦争捕虜の中で馬術を習得していた者は、剣闘士の中でも騎乗して戦う騎馬闘士（エクイテ）に割り当てられた。

### 中世

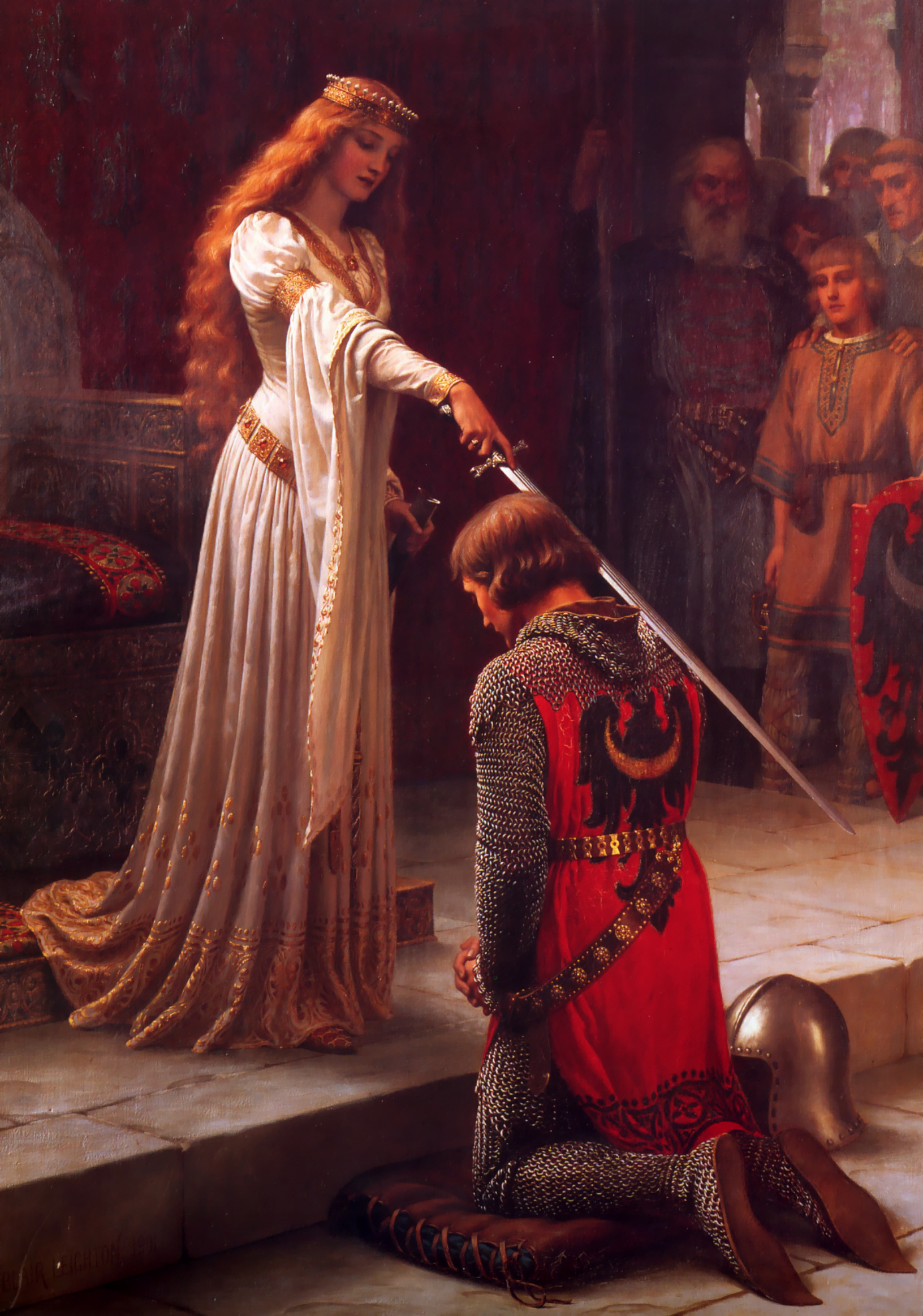
騎士の叙任(エドモンド・レイトン作)

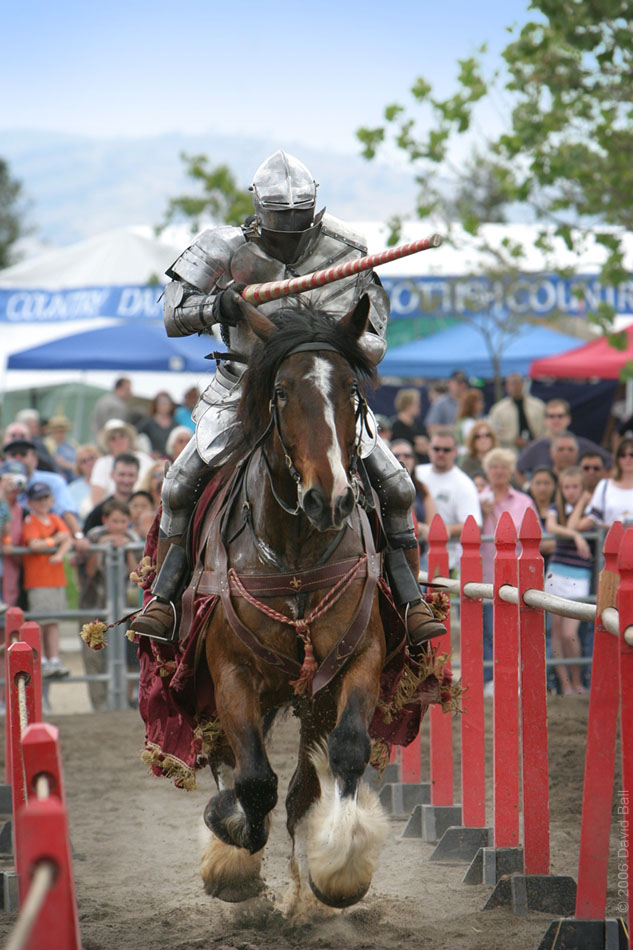
中世騎士と神明裁判

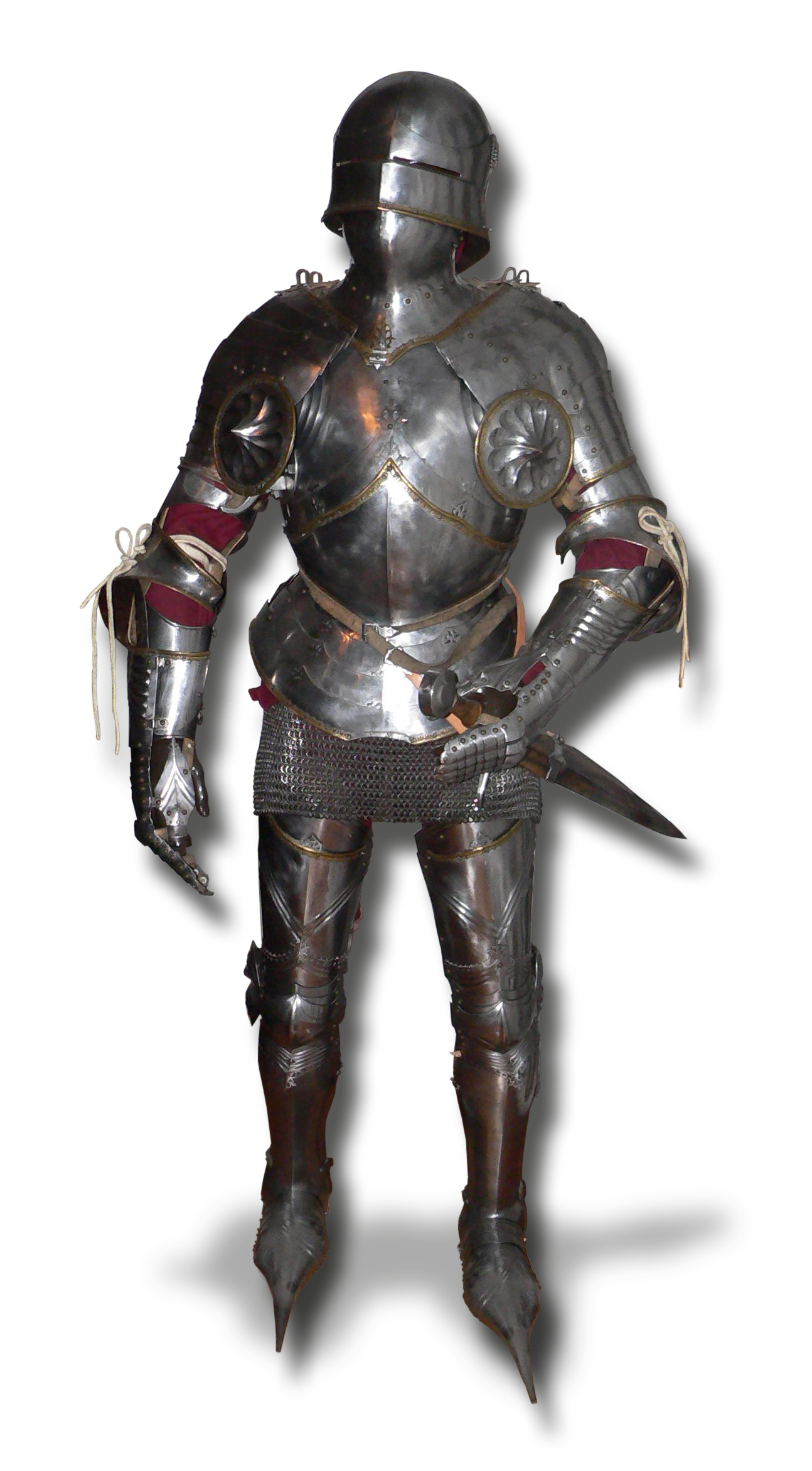
ゴシックプレートアーマー（15c）。
プレートアーマーは世間一般には中世騎士の甲冑のように思われているが、実際には中世末の15-16世紀に着用された。

フン族、アヴァール人、マジャル人といった遊牧騎馬民族は、古代末期よりたびたびヨーロッパに侵攻して乗馬技術や騎馬戦法をもたらした（騎馬戦法は古代スキタイに発し、3世紀頃のパルティアで完成したと言われている）。ゲルマン諸部族の戦士は、もともと歩兵が多かったが騎兵もフン族やサルマタイ人の影響を受けて次第に増加していった。中世初期のメロヴィング朝でも軍の主力は歩兵であったが、カロリング朝初期の800年前後には少数精鋭の重装騎兵が軍の中心に据えられた。一説には馬から降りて戦う（下馬騎士）ことが多かったとも言われている。騎乗して戦う騎兵が活躍するようになった背景には、鐙（あぶみ）をはじめとする馬具の改良があった。8世紀初頭にフランク族に伝わった鐙は、騎乗したたま身体をしっかり支えて武器を振るうことを容易にした。9-10世紀には蹄鉄と拍車が普及した。こうして重装騎兵は11世紀後半頃までに有力な戦力として戦闘の主役となるに至った。
西方ラテン世界の公式言語での騎士の呼称「ミーレス」（羅: miles）は本来、単なる戦士という意味であった。カロリング朝の公権力崩壊にともなう封建制の成立期には、領主と主従関係を結び、主君のために軍役などの奉仕を行う人々が出現した。大貴族に従属する家臣にして支配階級の下部に位置するかれらもまたミーレスと呼ばれた。こうして騎士は（たんなる騎馬戦士を指す場合もあったが）有力者に軍事奉仕をする見返りに授与される特別な身分を意味するようになった。さらに、尚武の風潮の高まりとともに12世紀には高位の貴族や王までも騎士を自称するようになった。騎士になるにはまず、7歳頃から小姓（ペイジ）となり、主君の下に仕え、使い走りなどの仕事をする一方で、騎士として必要な初歩的技術を学んだ。14歳頃で従騎士（エスクワイア）となると、主人である先輩騎士について、身の回りの世話をはじめ、甲冑や武器の持ち運びや修理も担当し、実際の戦闘にも参加するようになった。20歳前後で一人前の騎士と認められると、主君から叙任を受け、金もしくは金メッキの拍車をつけるようになった。
叙任の儀式(アコレード)は基本的には、主君の前に跪いて頭を垂れる騎士の肩を、主君が長剣の平で叩くというものである。騎士の戦士としての重要性が薄れると、かえって叙任の儀式は複雑化して、宗教色や騎士道精神といったものが強調されるようになり、聖職者が式に絡むことも多くなった。
こうした中世騎士の制度は封建制度の中核を成し、また「ベテラン兵の指導を受けて技術を学ぶ」という点は封建制自体と同じくゲルマン系文化の従士制度から影響を受けている。ただし、儀礼的な部分に限って言えばむしろローマ（ラテン）的であり、またケルト的であった。肩を剣で叩くという儀式は古代ローマの貴族階級で行われた儀式に起源を持ち、その際に両膝をついて跪くことで忠誠を示す様はケルト系の諸民族で見られた習慣であった。儀礼が異文化から取り入れられた経緯は詳しくは分かっていない。

#### 騎士道
騎士道においては、一般にキリスト教的観念に基づく忠誠、公正、勇気、武勇、慈愛、寛容、礼節、奉仕などが徳とされた。ただし現実問題として、それらの建前が忠実に守られていたかといえばそうでもない。大方の騎士はそうした理想とは程遠く、クレティアン・ド・トロワをはじめとする12-13世紀の詩人たちが美化して謳い上げた騎士道は、多分に虚像であった。攻城戦の末に落とした町での略奪や破壊、虐殺は当時では一般的なことであったが、騎士もそうした狼藉をはたらいたのである。騎士の中には、農民のように平凡に暮らす貧しい小城主もいれば、富裕な捕虜の身代金を取ったり略奪をこととしたりする粗暴な者もおり、13世紀のローマ王ルドルフ1世は強盗騎士の根城を攻撃して136人の強盗を処刑した。
また、自らの力を試したりロマンチックな冒険を求めたりして、方々を渡り歩く騎士を遍歴騎士と呼んだ。各地の大領主が主催する武芸試合に出て金を稼ぐ騎士もいた。そうした武芸試合の呼び物には騎士たちによる模擬戦があり、勝ったほうのグループが捕虜を取って獲得する身代金は、騎士の収入のひとつであった。

#### 騎士の身分
騎士は叙任されるもので、生まれついての身分・階級ではなかった。その点において単純に騎士を貴族とみなすことはできない。貧しい兵士が騎士身分に取り立てられることもあり、いったん騎士身分を得るとその長子も騎士となることが多かった。フリードリヒ1世（1122年-1190年）は農民が騎士になることを禁じたが、12世紀に作られた武勲詩『ジラール・ド・ルシヨン』には、実際には農奴が騎士身分を得ることもあったことをうかがわせるくだりがある。とはいえ騎士は、その装備や馬を維持できるだけの財力のある領主階級と事実上重なる部分が大きかった。12世紀に騎士修道会が創設されて宗教的騎士道が確立するとともに、騎士は社会的に認められた上流階級となり、13世紀にかけて一種の排他的・閉鎖的身分集団と化した。なお騎士修道会の構成員は公的には修道士であるためウォリアーモンク（戦う修道士）と呼ばれ区別された。ドイツでは、騎士の黄金時代を迎えたホーエンシュタウフェン朝の後、次第に騎士の身分は一種の貴族としての性格を強めた。他方、商売などで富裕になった者が金で騎士の身分を得ることも珍しいことではなくなった。
騎士全盛期のドイツでは、多くの平騎士は聖俗の領主や王に臣従する非自由民たるミニステリアーレ（家士）であった。貴族にせよミニステリアーレにせよ、大多数のさほど裕福でない下級騎士は平時は農耕や牧畜を行っていた。ミニステリアーレは不自由身分のまま騎士として戦っていたが、やがて自由身分の封臣同様に封土を得るようになり、下級貴族と同化してドイツの騎士の中心的な担い手となった。一部の騎士はローマ王直属の帝国騎士となり、皇帝自身や貴族の男子も叙任を受けて広義の騎士身分に属していた。16世紀初頭の神聖ローマ皇帝マクシミリアン1世は最後の騎士と呼ばれた。
イングランドでは騎士階級は、男爵以上の爵位貴族とは区別され、今日の英国ではナイト爵は一代限りの爵位となっている。英国では騎士の敬称は Sir（卿）という（ただし、騎士は中国や日本の卿に比べてはるかに低い階級である）。また、英国貴族の敬称 Lord も同じく卿と訳されるため誤訳・誤用を招くこともある。

### 近世

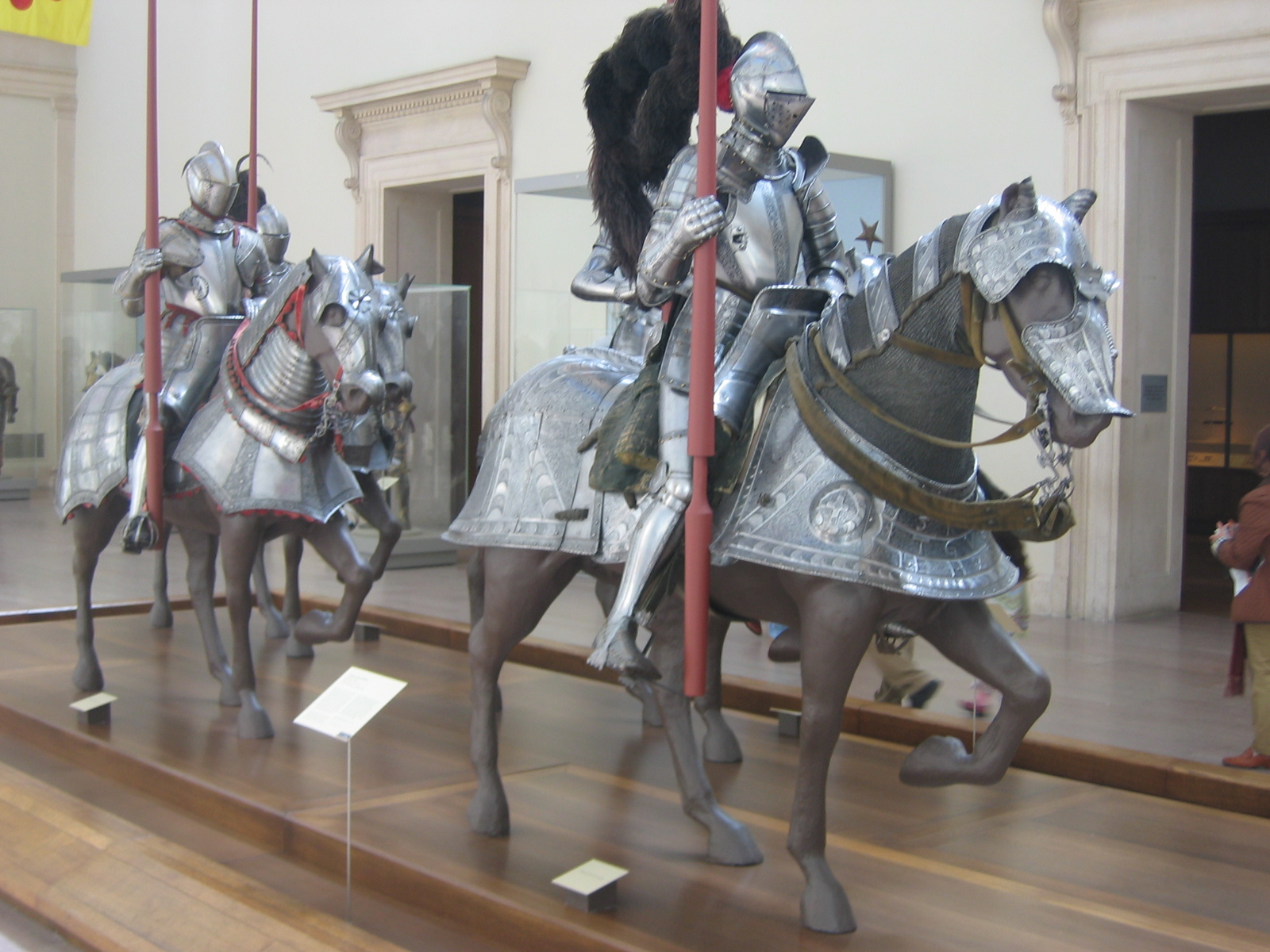
騎手と軍馬の鋼板甲冑
（メトロポリタン美術館）

騎士が軍事的価値を喪失し始めたのは1400年頃からだと言われている。傭兵部隊が軍事の主力となると、騎士は自分の連隊を率いて傭兵隊長となるなどの転身をしなければ軍人としては生き残れなくなっていった。多くの騎士は強盗騎士と呼ばれるようになり、フェーデを悪用した合法ギリギリの強盗、恐喝、身代金誘拐などで生計を立てるようになったが、フェーデの全面禁止に伴い生活基盤を失って単なる傭兵となるなどして没落していった。16世紀以降、火器の使用により槍騎兵の意義が薄れ、また、馬や鎧、武器の調達に莫大な費用がかかることから、軍役に実際に参加することなく金銭（軍役代納金）の支払いによって済ませることが多くなり、騎士は戦士としての役割を終えて、純粋な社会的階級となった。現在でもイギリスなどでは、男爵、準男爵に次ぐ爵位として、ナイト爵が勲章システムと結びついて存在している。別称は勲功爵、勲爵士ともいう。
16世紀のドイツでは、帝国騎士のフランツ・フォン・ジッキンゲンが国王と騎士による国家再建を目指して騎士戦争を起こしたが、騎士軍は諸侯に敗北し、帝国騎士没落の流れは止まらなかった。中には自身の軍事的価値を放棄して土地を所有して荘園領主として自活する道へと進んでいった者たちもいる。現代まで存続している騎士の家系の多くはこの系統である。ドイツの帝国騎士はフライヘル（男爵）の称号をもつ下級貴族の身分として残った。

### 現代
現代では、勲章の授与に伴う栄誉として騎士の叙任が一部で続けられている。現代国際法は、騎士を叙任する主体（羅: fons honorum）は主権を有する必要があると定めており、この条件を満たす存在として主権国家に加え、ローマ教皇、君主、そして一部の王位請求者が認められている。ローマ教皇庁は、これらの主体は神の恩寵により(by the grace of god)、「血の権利(iure sanguinis)により騎士団への騎士の叙任権(Ius Collationis)を有する」としている。
英国においては、今日でも大英帝国勲章など特定の勲章の授与時に王室が臣民を騎士に叙任することがあるが、これは英国君主としての「血の権利による叙任権」の行使の例である。さらに、既に国を持たない王家（王位請求者）であっても、国王の座にあった時に教皇から明示的に叙任権を認められていた王家に限り、引き続き騎士叙任を行うことが教皇庁により認められている。こうして認められた騎士叙任の例としては旧イタリア王家サヴォイア家の聖マウリッツィオ・ラザロ騎士団がある。またマルタ騎士団は現在、独立国家として引き続き騎士の叙任を行っており、これも国際法で認められた主権による騎士叙任である。
さらに、君主制の国家ではないものの、政府として騎士号を授与する国もある。この場合、騎士の叙任の方法や叙任された騎士の地位は教会法ではなく、各国の国家法で定められる。したがってその効力が及ぶ範囲は、その国家に限定される。この例としては、共和国法第646号においてリサール騎士団の創設と騎士叙任を認めたフィリピン共和国の例がある。
さらに現代では、名誉称号として騎士の肩書を与える民間団体も増えている。食文化を守る団体としてはフランスのシャンパーニュの伝統を守るシャンパーニュ騎士団などが有名であるが、その他、フランス、ドイツを中心にワイン騎士、ベルギービールの騎士号やフランスチーズ鑑評騎士などの称号があり、それぞれの食文化において活躍する人材に対してこれらの民間称号が授与されている。こうした民間称号の授与にあたっても「叙任」という表現が使われる場合があるが、国際法上の騎士への叙任には当たらないことに留意する必要がある。日本でも、とりわけ国内の著名人などが授与されるケースも多い。

## 他文化の同様の武人称号

### 日本
独特の美学を有する、名誉と社会的地位を持つ戦闘員、戦士階級という意味では、武士が騎士に類似した存在である。西洋の「騎士道」と類似したものとして、「武士道」があり、新渡戸稲造は「武士道」で広く世界に紹介した。また騎士（knight（））が「従僕」を意味する cniht に由来するのと同様、武士も「従う」という意味を持つ「さぶらう」という古語を語源とする侍と呼ばれた点でも類似する。また、士分にあるもののうち、上士の身分にある者は騎乗が許されたことから、徒士に対して「騎士」と称された。
過去の日本において西欧から導入した爵位の制度が存在したが、これらは騎士または騎士団の制度とは根本的に違うものである。
現代の日本では、欧州の騎士の称号に因み、地方公共団体や業界団体が騎士の名前を冠した称号を贈る例がある。具体的には、青森県の商工会議所が雪かきの功績者に対して「スノーナイト」という騎士号を授与する例や、日本吟醸酒協会が開催する吟醸酒大学校の受講生の中で一定の要件を満たした人に「吟の騎士」の称号を授与しているのが、その例（さらにその上級課程を修了すると「吟の衛士」の称号が授与される）である。
2008年以降、和歌山県は県内で功績のあった人物・動物などに対し、「和歌山県勲功爵（わかやま で ナイト）」を送るとしている。第1号は、猫の駅長であるたま。
なお、これらの場合、称号と言うよりも、愛称に近いものである。

### アジア
中国
中国では古代から、騎乗して戦う兵士のことを「騎士」と書くことがある。
モンゴル
- バガトル

### イスラム世界
イスラム国家において非ムスリムが捕虜、被征服民として同化すると奴隷として見做され、先祖が奴隷である以上、改宗・奴隷解放を経た後もアラブ人とは一線を画する身分に位置付けられた。その中でも騎馬民族出身の奴隷は、騎兵戦力として重要な位置を占め、マムルークと呼ばれた。マムルークは、十字軍との戦いで活躍し、イスラム騎士道なども生まれた。彼らは、騎士や武士と同じく純粋な戦闘員からやがて特権階級になり、マムルーク朝などでは事実上の支配階級にまで栄達した。オスマン帝国では、他にスィパーヒーという騎士階級が存在した。彼らは、騎兵戦力を供出させるため封土が与えられ、領主としての身分が認められた。これは、オスマン帝国のテュルクメン人がもともと騎馬民族であったために他のイスラム国家とは、異なる制度を採用できたことから発生した。
しかしヨーロッパや日本と違い、イスラム世界では早くに火砲の発達に伴い大砲や銃を扱う歩兵で被征服民のキリスト教信者の子弟から構成されるイェニチェリがスィパーヒーら騎士階級に取って代わったため騎士が名誉称号として残ることはなかった。またマムルークも新エジプト王国によって駆逐された。
追加
- アスワラーン（英語版） - サーサーン朝ペルシアの騎士称号

## 創作物としての騎士
現在でも騎士や騎士道、騎士団を扱ったさまざまな作品が数多くあり、作品によって騎士の在り方、捉え方も多岐にわたる。ただし、それらの作品中の騎士は必ずしも実際の歴史上の騎士像に忠実ではなく、近代的ではない世界観を表現する演出のひとつとして取り入れられ、馬に騎乗するか否かやキャラクターの社会的身分に関係なく、ただの鎧の戦士が騎士として扱われることもある。（馬に騎乗しないのであれば、本来は歩兵、重装備である事を強調するなら重装歩兵と呼ぶべきである）